# Apollo 4
Apollo 4 (cunoscut și sub denumirea de AS-501) a fost primul zbor de testare fără echipaj al vehiculului de lansare Saturn V, tipul folosit de programul american Apollo pentru a trimite primii astronauți pe Lună. Vehiculul spațial a fost asamblat în clădirea verticală de asamblare și a fost primul lansat de la Launch Complex 39 de la Kennedy Space Center din Merritt Island, Florida, facilități construite special pentru Saturn V.